# Villa Aichelburg

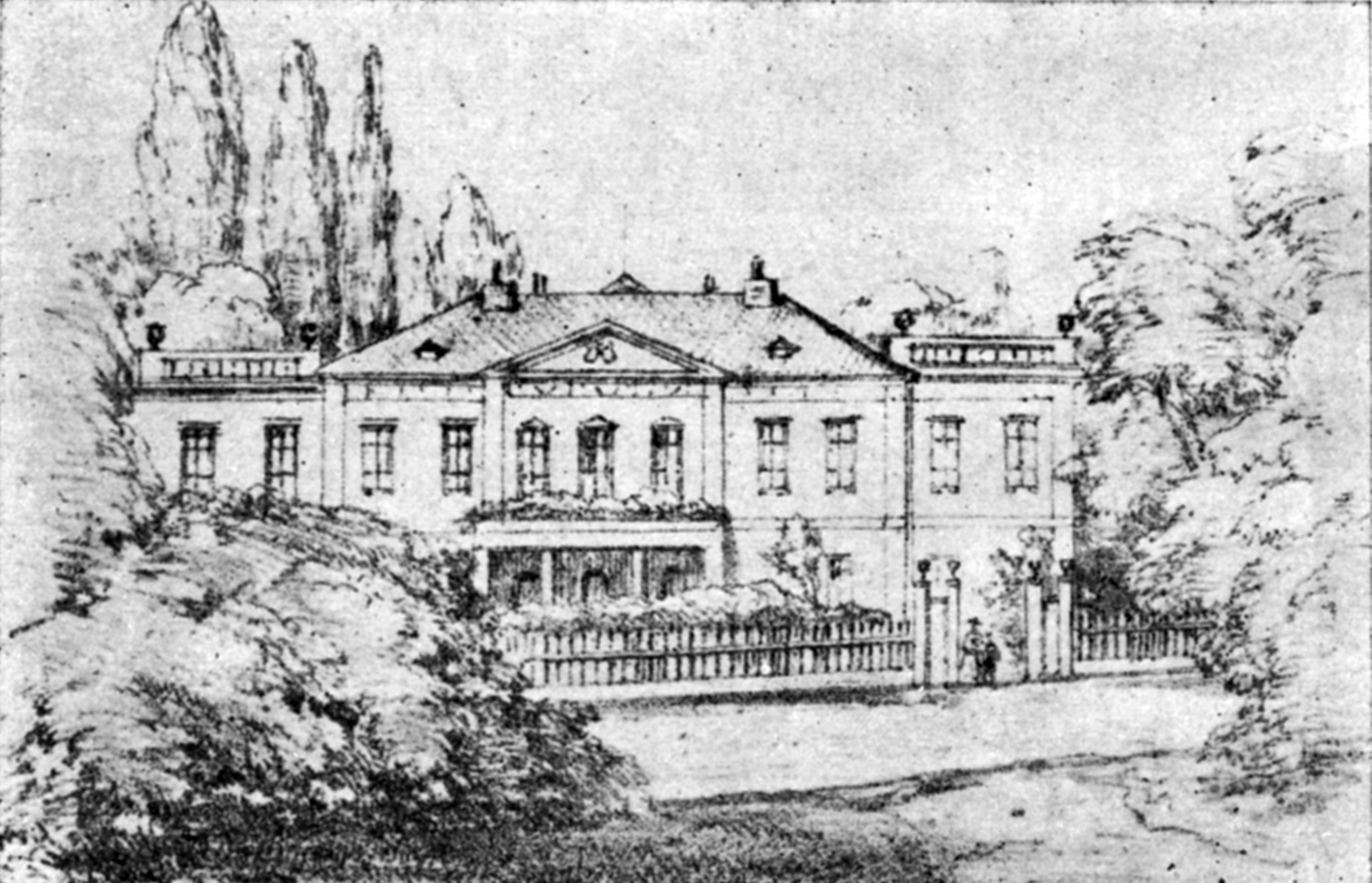
Lithografie um 1865

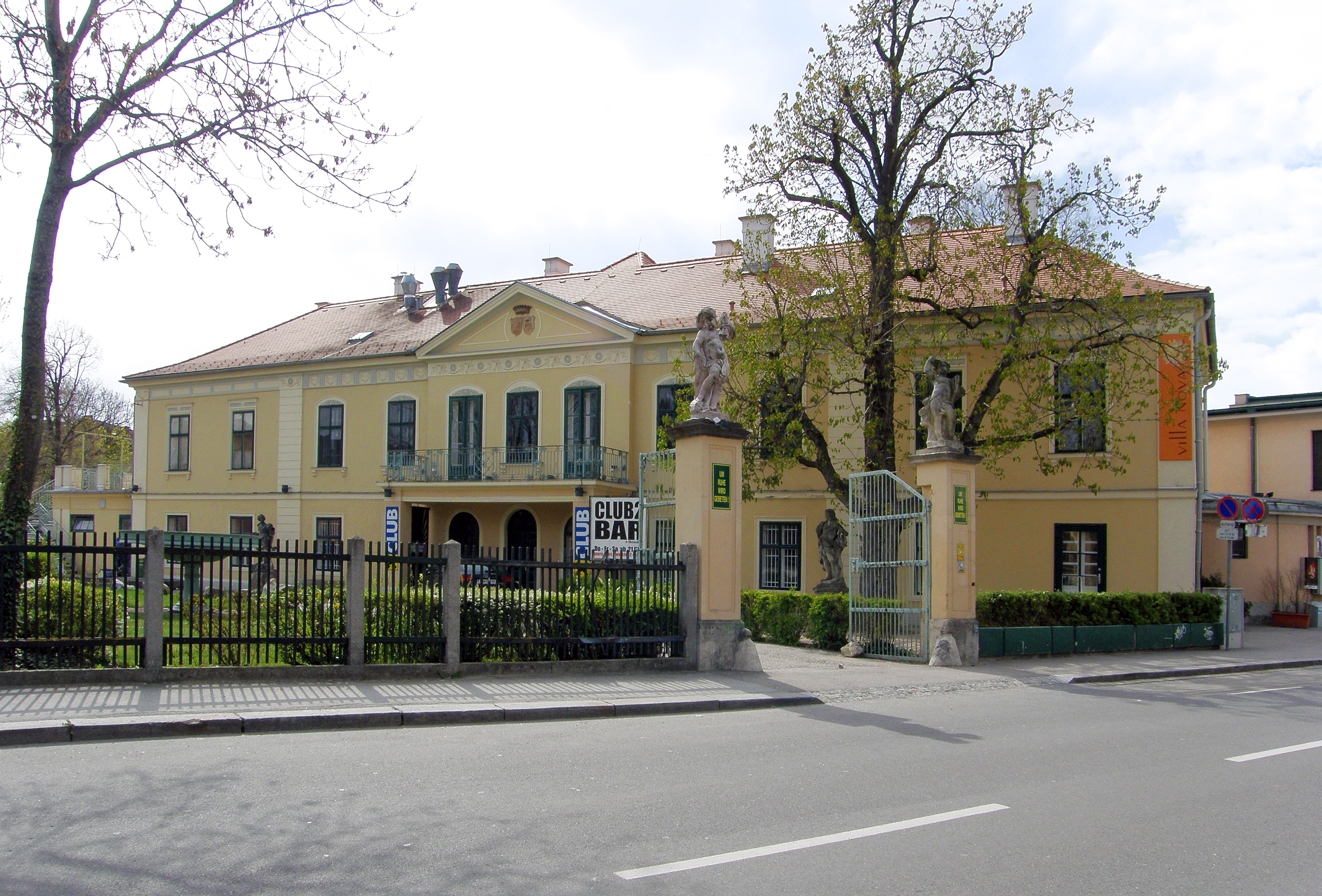
Villa Aichelburg

Die Villa Aichelburg ist eine Biedermeiervilla in Baden bei Wien. Sie wurde Anfang des 19. Jahrhunderts erbaut und wird Joseph Kornhäusel zugeschrieben. Sie steht unter Denkmalschutz.

## Geschichte
Die Villa wurde von dem aus der Linie Zossenegg stammenden Oberstleutnant Josef Leopold Freiherrn von Aichelburg (1753–1781) erbaut und bei Fertigstellung, 1811, zuliebe seiner Gattin, Regina Freiin Wetzlar von Plankenstern (1757–1813), Reginens Ruhe genannt. Um 1900 erbten die Grafen Bylandt-Rheidt die Anlagen. Da sie die letzten privaten Besitzer waren, ist der Name Villa Bylandt-Rheidt bis heute erhalten geblieben.
Um 1900, als die Villa (noch) als St.-Genois-Schlössl bekannt war, wurde sie für einige Zeit von Friedrich Eckstein und dessen Ehefrau Bertha Diener gemietet, die darin einen Salon führten, in dem u. a. Peter Altenberg, Arthur Schnitzler, Karl Kraus und Adolf Loos verkehrten. Schnitzler verwendete für sein Drama Das weite Land die Ecksteinvilla und den 1899 in Baden geborenen Sohn Percy Eckstein als Vorlagen. Im Jänner 1900 besichtigte Kronprinzessin Stephanie von Belgien die Genois-Villa, was von Teilen der Presse als Kaufinteresse ausgelegt wurde.
Mit der Eröffnung des Thermalstrandbads, 1926, wurde die Villa Restaurant. Mit Saisonbeginn 1977 wurde das umgebaute Strandbadrestaurant in Betrieb genommen. Von 1976 bis 1999 war in dem an der Helenenstraße gelegenen Flügel ein Speiselokal untergebracht. Seit etwa 2007 wurde das Haus gastronomisch als Villa Nova beworben, seit 2014 als ReWiLo.

## Architektur
Der zweigeschoßige Bau, ursprünglich siebenachsig, ist seit dem (den Park mit einschließenden) Kauf 1851 durch die Grafen St. Genois und der damit verbundenen Erweiterung um die beiden Seitenflügel elfachsig. Das Haus ruht auf deutlich untergeordnetem Erdgeschoß. Im dreiachsigen, von einem Dreiecksgiebel abgeschlossenen Mittelrisalit befindet sich auf zwei Pfeilern ein breiter Balkon. Die beiden in je zwei Abschnitte gegliederten Flanken sind jeweils vierachsig; die Fenster der zweiachsigen nach 1851 angebauten Seitenrisalite sind gerade bekrönt; alle anderen Fenster- und Türöffnungen des Obergeschoßes sind segmentbogenförmig abgeschlossen. Unter dem Traufgesims verläuft ein Bukranienfries.
Auf den Pfeilern zur Einfahrt in den Wirtschaftsgebäudegarten befinden sich zwei, Sommer und Winter darstellende Putten aus der Zeit um 1770. Ebenfalls aus dieser Zeit stammen die Statuen Apollo und Flora, Symbole von Kunst und Natur, die vom großen Park in den Wirtschaftsgebäudegarten übertragen worden sind. Aus den Jahren nach 1851 stammt die riesige Gusseisenvase, eines der selten gewordenen Denkmäler aus der „Gusseisenzeit“ des 19. Jahrhunderts. Die Ausstattung des Stiegenhauses mit Wand- und Deckenbildern von August César (1837–1907) ist den Grafen St. Genois (Wappen im hauptachsigen Dreiecksgiebel der Fassade) zu verdanken.